# Твити
Твити или Твити Пај (енглески назив: Tweety или Tweety Pie) је измишљени лик из цртаног филма, који је осмислио Боб Клампет 1942. године.
Први пут се појавио у цртаном филму A Tale of Two Kitties 21. новембра 1942. године. Твитијево оригинално име је Свити, a tweet је у енглеском језику ријеч за означавање малих птица. Лик птице Твити је требало да буде женског пола, али је Твити мушког пола. Само је његово оригинално име женског пола. Мачак Силвестер га покушава ухватити, али захваљујући Твитијевим триковима, још увек није успео. Твити је жути весели канаринац који живи у кавезу. Његов власник је Бака, која га чува и пази од Силвестера и осталог света.

## Епизоде

### У режији Боба Клампета
- A Tale of Two Kitties (1942)
- Birdy and the Beast (1944)
- A Gruesome Twosome (1945)

### У режији Фрица Фриленга
- Tweetie Pie (1947)
- I Taw a Putty Tat (1948)
- Bad Ol' Putty Tat (1949)
- Home Tweet Home (1950)
- All a Bir-r-r-rd (1950)
- Canary Row (1950)
- Putty Tat Trouble (1951)
- Room and Bird (1951)
- Tweety's S.O.S. (1951)
- Tweet Tweet Tweety (1951)
- Gift Wrapped (1952)
- Ain't She Tweet (1952)
- A Bird In A Guilty Cage (1952)
- Snow Business (1953)
- Fowl Weather (1953)
- Tom Tom Tomcat (1953)
- A Street Cat Named Sylvester (1953)
- Catty Cornered (1953)
- Dog Pounded (1954)
- Muzzle Tough (1954)
- Satan's Waitin' (1954)
- Sandy Claws (1955)
- Tweety's Circus (1955)
- Red Riding Hoodwinked (1955)
- Heir-Conditioned (1955) – cameo appearance
- Tweet and Sour (1956)
- Tree Cornered Tweety (1956)
- Tugboat Granny (1956)
- Tweet Zoo (1957)
- Tweety and the Beanstalk (1957)
- Birds Anonymous (1957)
- Greedy for Tweety (1957)
- A Pizza Tweety Pie (1958)
- A Bird in a Bonnet (1958)
- Trick or Tweet (1959)
- Tweet and Lovely (1959)
- Tweet Dreams (1959)
- Hyde and Go Tweet (1960)
- Trip For Tat (1960)
- The Rebel Without Claws (1961)
- The Last Hungry Cat (1961)
- The Jet Cage (1962)

### У режији Џерија Чиникваја
- Hawaiian Aye Aye (1964)-MM

### У режији Чака Џонса
- No Barking (1954)